# Trifolium chlorotrichum
Trifolium chlorotrichum är en ärtväxtart som beskrevs av Pierre Edmond Boissier och Benedict Balansa. Trifolium chlorotrichum ingår i släktet klövrar, och familjen ärtväxter. Inga underarter finns listade i Catalogue of Life.